# Centaurea horrida
Centaurea horrida — вид квіткових рослин айстрових (Asteraceae). Ендемік Сардинії.

## Морфологічна характеристика
Це колючий кущик зі звивистими сплутаними гілками. Листки повністю перетворені в перисті шипи 20–30 мм завдовжки. Квіткові голови дрібні (4–5 мм), бліді, з пурпуровими верхівками. Це адаптація до посушливого морського середовища існування, і це робить рослину унікальною серед італійських айстрових; це вважається характеристикою глибокої давнини.